# Oda Walendy

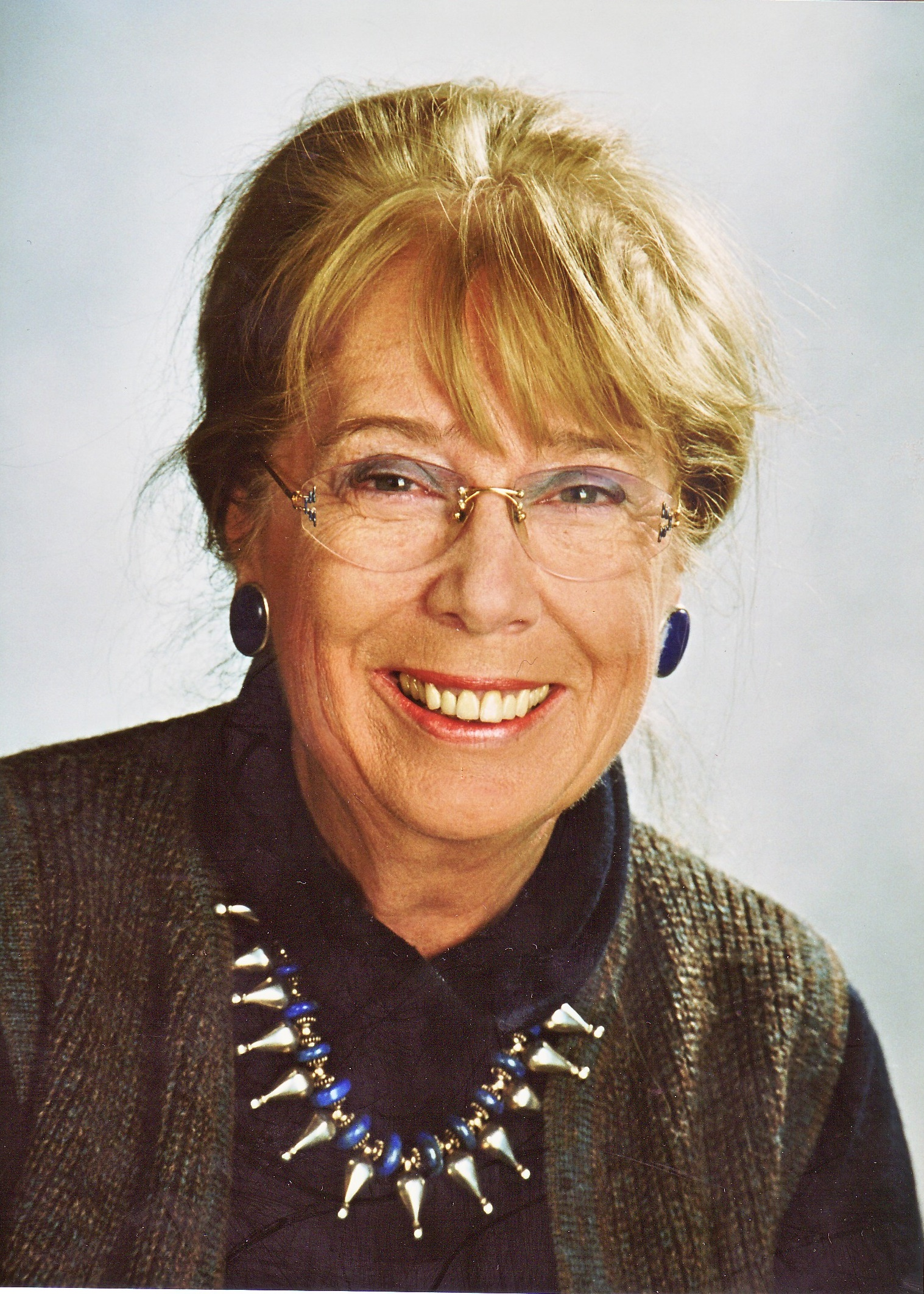
Oda Walendy

Oda Walendy (* 11. Juli 1942 in Berlin) ist eine deutsche Seidenmalerin.

## Leben
Oda Walendy ist die Tochter von Bruno Walendy, Doktor beider Rechte, und seiner Ehefrau Paula Walendy, geborene Brandts. Er studierte in Königsberg Jura und war Mitglied des Corps Masovia, jetzt Potsdam.
Die Mutter Paula Walendy, geborene Brandts, stammt aus der Familie des katholischen Sozialreformers Franz Brandts, Gründer des Volksvereins für das katholische Deutschland. Sie war Kinderbuchautorin und schrieb mehr als 40 Kinderbücher. Ihre Schwester Lene Hille-Brandts schrieb ebenfalls zahlreiche Kinderbücher.
Oda Walendy studierte Malerei bei Jo Strahn in Düsseldorf und anschließend an der Textil-Ingenieur Schule Krefeld. Seit 1977 ist sie als freiberufliche Seidenmalerin tätig. Sie unterrichtete 40 Jahre an der VHS in Mönchengladbach sowie am dortigen Museum Abteiberg.
Zahlreiche Ausstellungen folgten im In- und Ausland, so u. a. in den USA, Japan, Österreich, Finnland, Namibia, Südafrika und England:
- In London eine Einzelausstellung im Kaufhaus Harrods 1985
- Im Helmhaus in Zürich
- Im Wappensaal von Schloss Mainau
- Auf dem Bundeskanzlerfest von Helmut Schmidt 1982
- Im Presseclub Bonn
- Malen „live“ für die Botschaftergattinen in der Villa Hammerschmidt des Bundespräsidenten R. von Weizsäcker
- Im Brenners Parkhotel in Baden-Baden im Rahmen des Olympischen Kongresses 1982. Willi Daume verschenkte an die Gattinen der Kongressteilnehmer gemalte Seidentücher mit Monogram von Oda Walendy.

Von 1999 bis 2006 hatte Oda Walendy einen eigenen Laden in der Kö-Galerie in Düsseldorf. 1982 trat sie bei Robert Lembke in der Sendung „Was bin ich?“ auf. Mehrere Postkartenverlage druckten ihre Motive, so auch UNICEF-Grußkarten. Sie gehörte mit zu den Gründern des Bildarchiv Ostpreußen.

## Werke

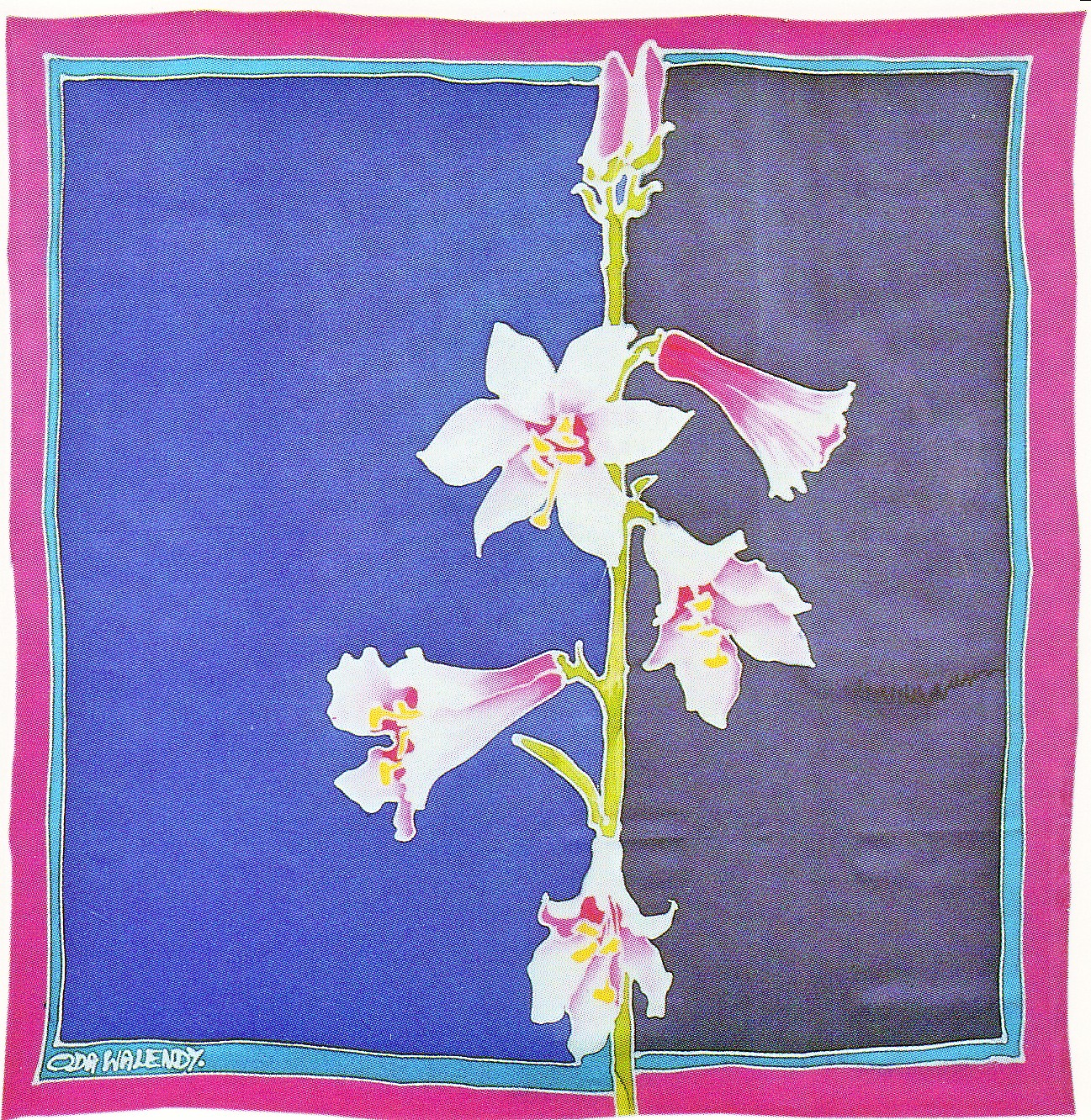
Lilie

- Malerei auf Seide. Rheinland-Verlag, Köln 1980, ISBN 3-7927-0535-4.
- Wege der Freude. Malerei auf Seide. SKV-Edition, Lahr 1992, ISBN 3-87729-365-4.
- Seidenmalerei. Inspirationen einer Künstlerin. Callwey, München 1998, ISBN 3-7667-1314-0.